# Saidy Chávez
Saidy Lorena Chávez Figueroa (ur. 12 sierpnia 1995) – honduraska zapaśniczka walcząca w stylu wolnym. Siódma na igrzyskach panamerykańskich w 2019 i dziewiąta w 2023. Zajęła piąte miejsce na mistrzostwach panamerykańskich w 2016. Brązowa medalistka igrzysk Ameryki Środkowej i Karaibów w 2014 i 2018, a także mistrzostw Ameryki Południowej w 2018. Triumfatorka igrzysk Ameryki Środkowej w 2017. Trzecia na mistrzostwach panamerykańskich juniorów w 2015 roku.